# Annette Groth

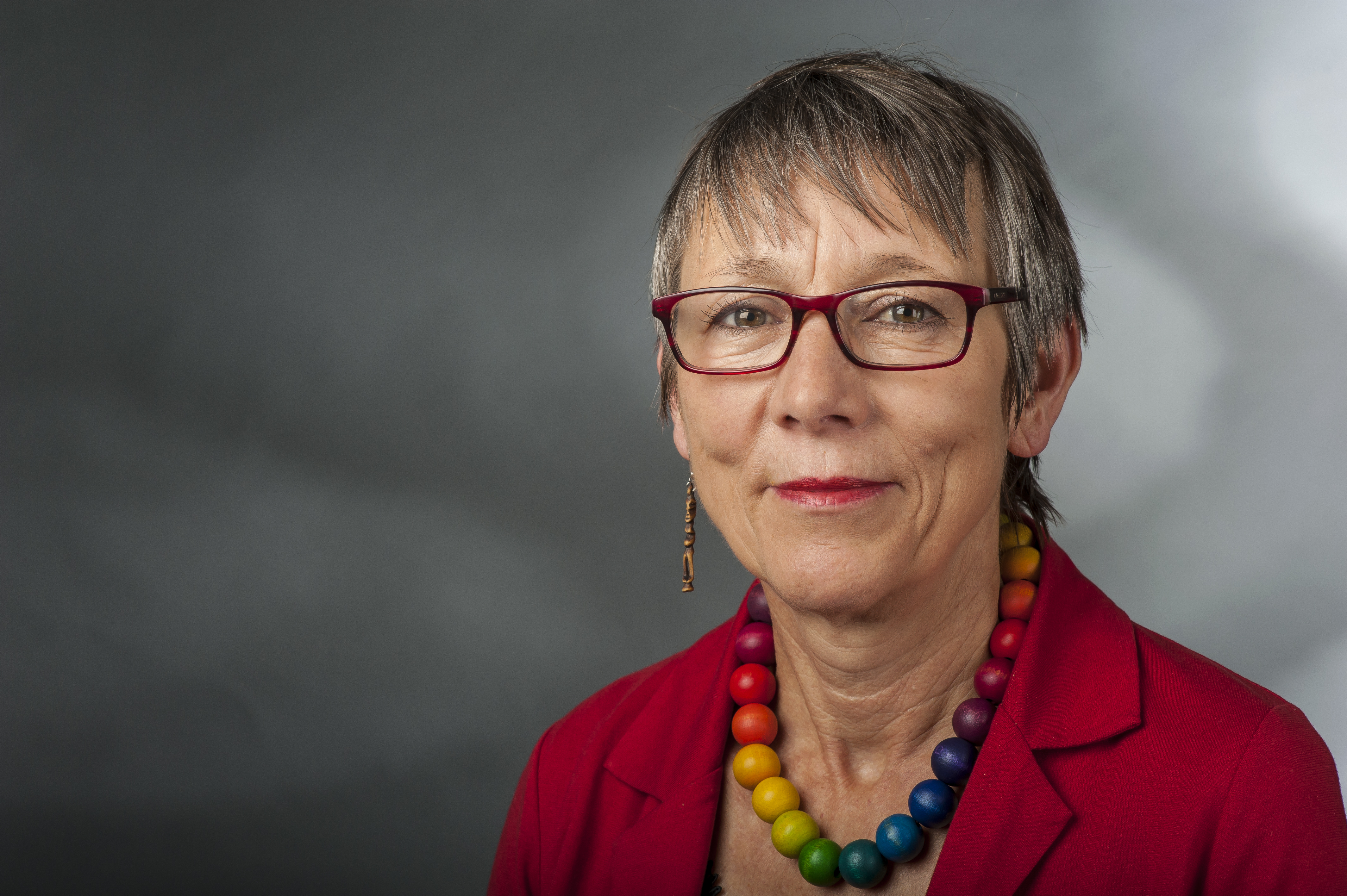
Annette Groth (2014)

Annette Groth (* 16. Mai 1954 in Gadderbaum) ist eine ehemalige deutsche Politikerin. Sie war für die Partei Die Linke von 2009 bis 2017 Mitglied des Deutschen Bundestages.

## Leben

### Ausbildung und Beruf
Annette Groth studierte von 1974 bis 1979 an der Freien Universität Berlin Entwicklungssoziologie, Volks- und Betriebswirtschaft und Internationale Politik. Ihr Diplom legte sie im Fach Soziologie ab. Ihre Diplomarbeit beschäftigte sich mit dem Thema Die Rolle der Brigaden im Entwicklungsprozess Botswanas.
Nach dem Studium war sie als Gastdozentin an der Fachhochschule Lüneburg und als wissenschaftliche Mitarbeiterin an der Gesamthochschule Wuppertal tätig.
Von 1981 bis 1984 arbeitete sie als wissenschaftliche Mitarbeiterin beim europäischen Forschungsinstitut Ecumenical Research Exchange (ERE) in Rotterdam zum Thema Wanderarbeiter in der EG. Von 1984 bis 1987 arbeitete sie in der Geschäftsstelle der Evangelischen Studentengemeinde Stuttgart als Ökumenereferentin. Von 1992 bis 1997 war sie „Education Officer“ beim United Nations High Commissioner for Refugees (UNHCR) in Genf. Von 1997 bis 1999 arbeitete Annette Groth als Direktorin der „Ecumenical Coalition on Third World Tourism“ (ECTWT) und Herausgeberin der Vierteljahreszeitschrift Contours in Barbados. Eine Zeit lang war sie u. a. beim Diakonischen Werk der EKD tätig, bevor sie 2007 wissenschaftliche Referentin in der Bundestagsfraktion Die Linke wurde.
Annette Groth war bei attac aktiv und hier Mitbegründerin der „attac Anti-GATS Kampagne“ und der bundesweiten „attac EU-AG“. Außerdem ist sie Mitglied der NaturFreunde.

### Parteilaufbahn
Von 2007 bis 2009 war Groth Mitglied im Landesvorstand der Partei Die Linke in Baden-Württemberg, Mitglied im „AK Europäische Integration“, der „BAG Frieden und Internationale Politik“ und aktiv in der Europäischen Linkspartei in den feministischen Strukturen „EL-Fem“.
Gleichzeitig ist sie Mitglied im Forum der Rosa-Luxemburg-Stiftung Baden-Württemberg.

### Abgeordnetentätigkeit
Groth wurde für die Bundestagswahl 2009 von der Partei Die Linke als Direktkandidatin für den Bundestagswahlkreis Pforzheim aufgestellt und erreichte 6,8 Prozent der Erststimmen. Sie zog über die Landesliste Baden-Württemberg der Partei Die Linke in den 17. Bundestag ein. Bei der Bundestagswahl 2013 trat sie im Bundestagswahlkreis Bodensee an und zog erneut über die Landesliste ein.
Für die Fraktion Die Linke war Groth die menschenrechtspolitische Sprecherin. Sie war Mitglied im Ausschuss für Menschenrechte und humanitäre Hilfe. Dort war sie auch Obfrau der Fraktion. Sie saß im Ausschuss für Verkehr und digitale Infrastruktur. Weiter war sie stellvertretendes Mitglied im Parlamentarischen Beirat für nachhaltige Entwicklung.
Sie war Vorsitzende der Deutsch-Griechischen Parlamentariergruppe des Deutschen Bundestags. Darüber hinaus war sie Mitglied im Migrationsausschuss der parlamentarischen Versammlung des Europarates.
Zur Bundestagswahl 2017 verzichtete Groth auf eine Kandidatur. Im Dezember 2021 trat sie aus der Partei aus.

## Kontroversen

### Ship to Gaza

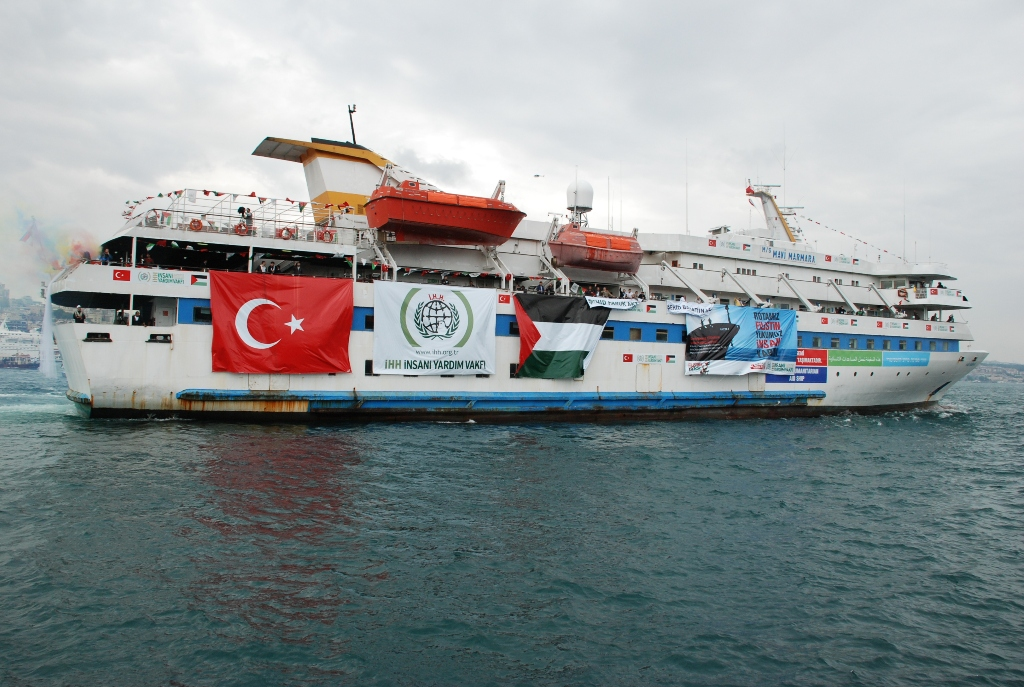
Die „Mavi Marmara“, auf der Annette Groth mit anderen 2010 vergeblich versuchte, den Gazastreifen zu erreichen

Zusammen mit den damaligen Abgeordneten der Linkspartei Inge Höger und Norman Paech nahm Groth Ende Mai 2010 am Ship-to-Gaza-Konvoi teil, der die israelische Seeblockade des Gazastreifens zu brechen versuchte. An Bord der Mavi Marmara und eingeschlossen unter Deck erlebte sie den Ship-to-Gaza-Zwischenfall mit, bei dem die Israelische Marine neun Passagiere erschoss. Der Verlauf ist umstritten. Nach ihrer Rückkehr beschrieb Groth den Zwischenfall als „Akt der Piraterie“ und warf den israelischen Soldaten vor, sie hätten unbewaffnete Passagiere durch Kopfschüsse getötet und Verletzten medizinische Hilfe verweigert, so dass sie verblutet seien.
Groth schätzte die türkische Gruppe IHH, die den Konvoi organisiert hatte, als „humanitäre Organisation“ für „Menschenrechte und Freiheit“ ein. Das Fernsehmagazin Kulturzeit warf Groth und anderen Konvoiteilnehmern vor, sie hätten, „wenn es um ihre Ziele geht, offenbar wenig Berührungsängste“ mit Islamisten. Die Zeitung Die Welt konfrontierte Groth mit Kriegserklärungen von islamistischen Organisatoren des Konvois gegen Israel, die dem Anspruch einer „Antikriegspartei“ widersprächen. Der Sozialwissenschaftler Samuel Salzborn ordnete die Teilnahme von Linkspartei-Abgeordneten am Gazakonvoi 2011 als Indiz für steigenden Antisemitismus in dieser Partei ein.

### Bürgerkrieg in Syrien
Im Jahr 2013 stellte Groth mit anderen Abgeordneten der Linksfraktion eine Anfrage an die Bundesregierung, inwieweit das Auswärtige Amt Hilfsorganisationen in „von den syrischen Rebellen kontrollierten Gebieten“ unterstütze. Die Fragesteller warfen den Hilfsorganisationen „Verletzung der syrischen Souveränität“ und der Bundesregierung „Destabilisierung“ und „regime change“ vor. Unterstützer der syrischen Opposition warfen ihnen vor, die „anti-imperialistische“ Rhetorik Baschar al-Assads in einer verqueren Logik für bare Münze zu nehmen und die Motive und Programmatik der Opposition zu ignorieren.

### Rückzugsforderungen aus der Politik im Zuge der sogenannten Toilettenaffäre 2014
Im Jahr 2014 war Annette Groth an der sogenannten Toilettenaffäre beteiligt. Im Zusammenhang mit der Absage einer Veranstaltung zum Gaza-Krieg bedrängte einer der eingeladenen Redner den Fraktionschef der Linken, Gregor Gysi. Die Vorfälle lösten eine erneute Debatte über Antisemitismus in der Linkspartei aus, in deren Zuge mehrere ranghohe Mitglieder der Partei, den Rückzug Groths und anderer Beteiligten aus der Fraktion und dem Bundestag forderten. Nach Einschätzung des Simon Wiesenthal Centers, das die Ereignisse als viertschlimmsten antisemitischen Vorfall im Jahr 2014 einstufte, spielte unter anderem Groth eine „entscheidende Rolle“ im Zuge des Vorfalls „Hass gegen Israel zu schüren“ und sei selbst „Teil einer größeren Gruppe von Hardcore-Israel-Gegnern unter den Linken-Abgeordneten.“

### Als antisemitisch eingestufte Aussagen
Groth behauptete auf dem Evangelischen Kirchentag 2015 in Stuttgart, wo sie eine Wanderausstellung zur Nakba mitbetreute, Israel habe die Trinkwasserversorgung im Gazastreifen „gezielt kaputt gemacht“ und leite außerdem „Tausende von Tonnen an Chemikalien“ sowie „toxisches Material“ ins Mittelmeer. Von Joachim Schroeder und Sophie Hafner wird diese Äußerung in dem Dokumentarfilm Auserwählt und ausgegrenzt – Der Hass auf Juden in Europa als antisemitisch eingeordnet, indem der Sprecher anschließend kommentiert: „Verstanden. Stellvertretend für alle Juden vergiften heute die Israelis gleich das ganze Mittelmeer.“ Der Film bewertet eine ähnliche Äußerung von Mahmud Abbas als Variante der antisemitischen Legende der Brunnenvergiftung. Arno Frank schrieb, Annette Groth habe den Israelis „die Vergiftung der Brunnen, pardon, die Einleitung toxischer Chemikalien ins Meer zum Vorwurf gemacht“.

### Nichtzustimmung zum Fraktionsbeschluss gegen Antisemitismus und BDS-Kampagne
Nachdem 2011 der Bremer Landesverband der Linken die Kampagne Boycott, Divestment and Sanctions unterstützt hatte und bundesweit zahlreiche Parteimitglieder, darunter u. a. Katja Kipping und Bodo Ramelow eine Stellungnahme dagegen unterzeichnet hatten, in der die Kampagne explizit als „Antisemitismus“ bezeichnet wurde, „der an die NS-Parole ‚Kauft nicht beim Juden‘ erinnert“, kam ein einstimmiger Beschluss der Linksfraktion, bei dem der Unterstützung für Boykottaufrufe, eine Einstaatenlösung oder eine weitere Gaza-Flottille eine klare Absage erteilt wurde, dadurch zustande, dass Groth und 14 andere Fraktionsmitglieder der Abstimmung fernblieben oder zuvor den Sitzungssaal verließen. Anlässlich einer Konferenz in Heidelberg im Mai 2018 warb Groth offen für die BDS-Kampagne.

### Erneute Teilnahme an Gaza-Flottille und Unterstützung der BDS-Kampagne
Nach ihrem Ausscheiden aus dem Bundestag kündigte Groth an, im Juli 2018 erneut an einer geplanten Gaza-Flottille teilzunehmen. Der Parteivorstand hat sich mittlerweile von den Ansichten der „Israel-Kritiker“ um Groth distanziert. Ihnen wird „fehlende Distanz zu islamistischen Gruppen mit offen antisemitischen Positionen“ sowie „einseitige Schuldzuweisung“ vorgeworfen. Groth unterstützt auch die Kampagne Boycott, Divestment and Sanctions, die inzwischen auch von ihrer Partei offiziell als antisemitisch eingestuft wird.

## Veröffentlichungen
- zusammen mit Sevim Dağdelen und Norman Paech (Hrsg.): Erkämpft das Menschenrecht! Für Frieden, Antifaschismus, Internationalismus und Kultur. PappyRossa, Köln 2024, ISBN 978-3-89438-830-0.
- zusammen mit Norman Paech und Richard Falk (Hrsg.): Palästina – Vertreibung, Krieg und Besatzung. Wie der Konflikt die Demokratie untergräbt. PappyRossa, Köln 2017, ISBN 978-3-89438-654-2.
- zusammen mit Theo Kneifel: Europa plündert Afrika. Der EU-Freihandel und die EPAs. VSA-Verlag, Hamburg 2007, ISBN 978-3-89965-228-4.